# Великая Кардашинка
Большая Кардашинка (укр. Велика Кардашинка) — село в Голопристанской городской общине Скадовского района Херсонской области Украины.
Население по переписи 2001 года составляло 1443 человека. Почтовый индекс — 75610. Телефонный код — 5539. Код КОАТУУ — 6522381001.

## Местный совет
75610, Херсонская обл., Голопристанский р-н, с. Великая Кардашинка, ул. Мира, 19

## Известные уроженцы
- Прокопенко, Владимир Прокофьевич — Герой Советского Союза